# Centrale nucléaire flottante russe

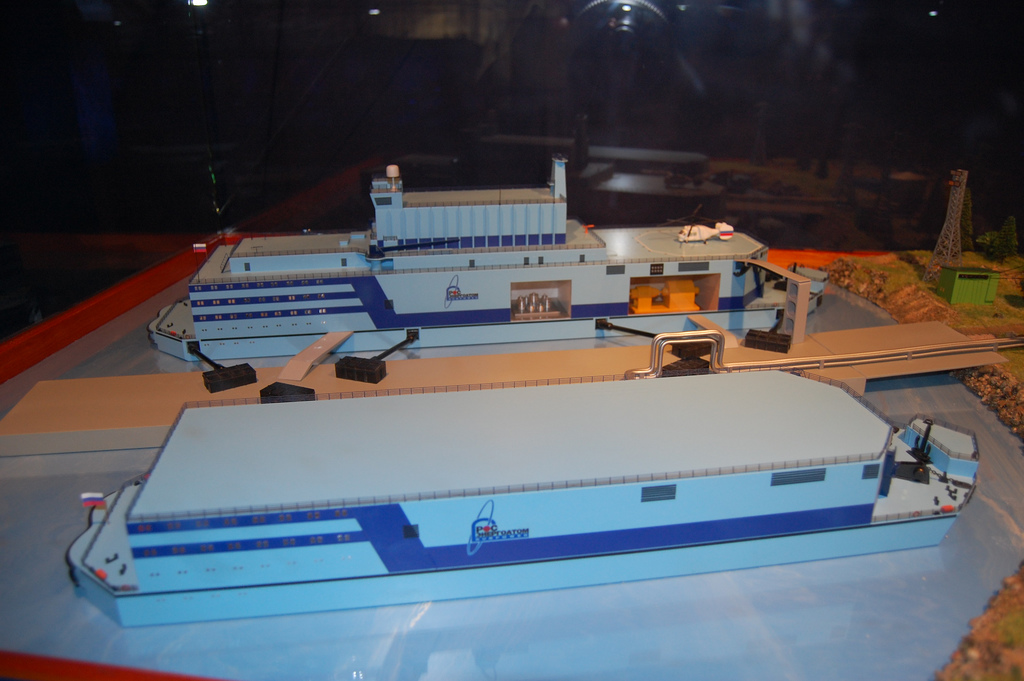
Maquette présentée en 2008 de l'Akademik Lomonosov.

La première centrale nucléaire flottante russe dénommée Akademik Lomonosov, est une centrale nucléaire construite par la Société d’État russe de l’énergie atomique Rosatom sur une grande barge flottante, qui peut être déplacée au moyen de deux remorqueurs. Elle a été couplée au réseau électrique en décembre 2019. La fourniture de chaleur au réseau de chauffage urbain de la ville de Pevek a débuté en juillet 2020. Elle alimente des villes portuaires, des entreprises industrielles, des plateformes gazières et pétrolières de la région russe de Tchoukotka, riche en minéraux.
Cette technologie, après un précédent américain, « réintroduite par la Russie pour des raisons géopolitiques et économiques n’est pas réglementé par le droit international (s'agit-il d'un navire, alors qu'il n'a pas de moyens de propulsion ?), bien qu’il soit soumis aux réglementations du droit international sur l’énergie nucléaire et les navires maritimes ».

## Précédent américain
La première centrale flottante a été la MH-1A (en) de 10 MW construite à partir de 1961 pour l'US Army et en service dans la zone du canal de Panama de 1968 à 1975). Il s'agissait d'un petit réacteur de 10 mégawatts intégré au Sturgis, un ancien Liberty Ship américain de la Seconde Guerre mondiale ainsi reconverti en une centrale nucléaire flottante opérationnelle, remorqué jusqu'au canal de Panama où une pénurie d’eau avait bloqué la production hydroélectrique car cette eau était nécessaire aux éclusées. 
L’Akademik Lomonosov produit 7 fois plus d'électricité que le Sturgis, mais avec des technologies jugées obsolètes et une fiabilité opérationnelle insatisfaisante par Nikitin et Andreyev en 2011,. Sa conformité au droit international est discutée, mais cette centrale est conforme {{Citation|aux politiques énergétiques et arctiques adoptées par la Russie, telles qu’elles sont décrites dans quatre documents, à savoir :
- la « Doctrine de la sécurité énergétique de la Fédération de Russie » ;
- la « Stratégie énergétique 2035 de 2020 »,
- la « Stratégie pour le développement de la zone arctique de la Fédération de Russie et la garantie de la sécurité nationale pour la période allant jusqu’à 2035 » (ci-après la « Stratégie »)
- les « Fondements de la politique d’État de la Fédération de Russie dans l’Arctique pour la période allant jusqu’en 2035 »

## Akademik Lomonosov
Le premier et unique exemplaire russe est la barge géante Akademik Lomonosov (en hommage à Mikhaïl Lomonossov) d'un déplacement de 21 500 tonnes pour une longueur de 144,5 m et une largeur de 30 m, à fond plat, sans moyen de de propulsion et devant être  basée dans des eaux peu profondes. Son coût était  Modèle:Initialement estimé à 6 milliards de roubles (environ 80 millions d'€).
Il utilise deux réacteurs nucléaires KLT40S dits flottant ayant chacun une capacité nette de conception de 32 mégawatts, d'une capacité brute de 38 MW et d'une capacité thermique de 150 MW,.
Sa construction pour l'Agence fédérale de l'énergie atomique (Rosatom) a débuté le 15 avril 2007 au chantier naval Sevmash de Severodvinsk avant la décision en août 2008 de la transférer au chantier naval de la Baltique de Saint-Pétersbourg. Les réacteurs sont livrés en mai et août 2009, et la structure flottante est lancée le 30 juin 2010.
Elle quitte le port de Saint-Pétersbourg hui ans plus tard (le 28 avril 2018), puis chargée en combustible dans la région de Mourmansk et fin 2019 remplace la Centrale nucléaire de Bilibino pour alimenter en électricité la région de la ville portuaire de Pevek où elle est amarrée, dans le district de Tchoukotka, à Chersky, en Yakoutie dans l'Extrême-Orient russe où elle remplace des centrales au charbon polluantes,,,.
La mise en service commercial de la centrale est prononcée deux ans plus tard, le 22 mai 2020, et l’alimentation du chauffage urbain de la ville a débuté en juillet 2020,. Elle fournit environ 60 % de l’énergie de la région occidentale de Tchoukotka et de Chersky en Yakoutie.

## Suites
Dans le monde de nombreux projets de miniréacteurs sont à l'étude, dont certains pourraient équiper une nouvelle génération de centrales flottantes, plus petites mais éventuellement plus puissantes, avec des clients potentiels en Amérique latine, Asie et Afrique. 
Rosatom envisage de construire quatre autres barges similaires pour soutenir les activités minières en Tchoukotka.
À la suite de la réussite de ce projet, la Corée du Sud a déclaré qu'elle envisage aussi la construction de centrales nucléaires flottantes.
En Norvège, pays qui ne dispose d'aucun réacteur nucléaires à ce jour mais qui est néanmoins l'un des pays les plus décarbonés, deux énergéticiens ;  Norsk Kjernekraft (qui développe des projets nucléaires à Bergen) et Ocean-Power AS (dédié à la production d'électricité offshore, basé à Ronglan) ; ont signé un pré-accord pour concevoir une centrale nucléaire flottante qui serait, elle, alimentées par de petits réacteurs modulaires de 200 à 250 MW, stable et pilotable, complémentaires aux énergies renouvelables éoliennes et solaires moins stables.

## Inquiétudes géopolitiques
Selon la chercheuse à l' Amsterdam Centre for European Law and Governance (Faculté de Droit de l'Université d'Amsterdam), Tiziana Melchiorre (2022),)ce type de technologie émergente, « réintroduit par la Russie pour des raisons géopolitiques et économiques n’est pas réglementé par le droit international, bien qu’il soit soumis aux réglementations du droit international sur l’énergie nucléaire et les navires maritimes ».
Rosatom, en 2020 estime l'installation est sûre, même en cas d’accident grave ; selon Rosatom, le fait que le réacteur soit amarré à un quai fixe, contrairement aux brise-glaces et sous-marins nucléaires, élimine les dangers liés à la propulsion et renforce sa stabilité opérationnelle. Mais des observateurs occidentaux s'inquiètent de la vulnérabilité de cette centrale nucléaire à un éventuel accident : Greenpeace juge qu'il s'agit d'une menace environnementale majeure, qualifiée de « catastrophe imminente » et de « Tchernobyl flottant », en raison de la vulnérabilité de ce type d'unité nucléaire flottante (FNPP) aux phénomènes naturels extrêmes tels que les tsunamis et tempêtes qui pourraient entraîner des rejets radioactifs durables dans l’environnement arctique déjà menacé par l'exploitation pétrogazière et minière. Greenpeace s'inquiète aussi de gestion à bord des déchets radioactifs, (ils y sont stockés douze ans), et sur la fréquence des rechargement de ce type de réacteur (tous les deux à trois ans).
D'autres ou les mêmes ou les s'inquiètent du potentiel militaire caché d'une installation "hors-droit international. 
Bien qu’officiellement dédiée à un usage civil (alimentation électrique et en chaleur de zones isolées), sa localisation stratégique en zone arctique répondre à l’objectif géopolitique de la Russie de d'exploiter économiquement l’Arctique et y affirmer son statut de grande puissance (tant au niveau régional qu’international), mais pourrait permettre de soutenir des bases militaires ou des opérations secrètes terrestres, marines ou sous-marines (éventuels drones sous-marins). Certains experts la considèrent comme un possible « cheval de Troie nucléaire ». Ces inquiétudes ont été exacerbées par le contexte de l'invasion militaire de l'Ukraine par la Russie et par l'annonce de la construction d'autres centrales de ce type. 

## Dans les arts
- L'Akademik Lomonosov est au centre d'un texte et d'un spectacle poétique, ciné concert vidéo musical, Nouveau Noum (2013), de Jean-Baptiste Cabaud[15] avec le groupe Saint-Octobre[réf. nécessaire].